# Usher
Usher Terry Raymond IV (Dallas, Texas, SAD, 14. listopada 1978.) je američki pjevač, plesač i glumac. U svijetu je poznat kao Kralj R&B-ja. Usher je postao poznat krajem 1990-tih s izdanjem svog drugog albuma "My Way" i pjesme "Nice and Slow" koja je bila njegov prvi singl na prvom mjestu Bllboarda Hot 100. Njegov sljedeći album 8701 je sadržao singl na prvom mjestu Billboarda Hot 100 "U Remind Me" i "U Got It Bad". Oba albuma su prodana u 8 milijuna primjeraka u svijetu.
Usherov uspjeh se nastavio objavljivanjem albuma iz 2004. Confessions, koji je prodan u 10 milijuna primjeraka u SAD-u, te 20 milijuna primjeraka u svijetu. Album je sadržao singlove na prvom mjestu Billboarda Hot 100 "Yeah!", "Burn", "Confessions Part II", i "My Boo". Usherov album iz 2008. Here I Stand je prodan u 5 milijuna primjeraka u svijetu i njegov glavni singl "Love In This Club" je dostigao vrh Billboarda Hot 100. 30. ožujka 2010. Usher je izdao svoj šesti studijski album Raymond v. Raymond, koji je postao njegov treći uzastopni album koji je debitirao na vrhu Billboarda 200. Isti je dostigao platinastu nakladu, te je Usher dobio dva Grammyja. S tog albuma veliki hit je postala pjesma "OMG", još jedan singl na prvom mjestu Billboarda Hot 100. Kasnije je Usher izdao prvi EP u karijeri  Versus, koji je debitirao na četvrtom mjestu Billboarda 200.
RIAA je izabrala Ushera kao jednog od najuspješnijih izvođača u povijesti američke glazbe, jer je prodao 23 milijuna primjeraka svojih albuma u SAD-u. Usher je osvojio sedam Grammyja, četiri World Music Awards, šest American Music Awards,  dvadesetdvije Billboard Music Awards. 2008, Usher je izabran kao dvadestprvi najuspješniji Hot 100 izvođač svih vremena.

## Vanjske poveznice

### Sestrinski projekti
|  | Zajednički poslužitelj ima još gradiva o temi Usher Raymond |

### Mrežna sjedišta
- Službene stranice